# Dumel
Der Dumel ist eine 720,5 m ü. NHN hohe Erhebung des Winterberger Hochlandes im Rothaargebirge. Er liegt bei Winterberg im nordrhein-westfälischen Hochsauerlandkreis.

## Geographie

### Lage
Der Dumel erhebt sich im Hochsauerland im Norden des Rothaargebirges im Naturpark Sauerland-Rothaargebirge. Sein Gipfel liegt 1,4 km nordnordöstlich vom Zentrum der Winterberger Kernstadt. Nach Osten fällt seine Landschaft in Richtung Elkeringhausen ab. Zu seinen Nachbarerhebungen gehören der Hengstkopf (667,5 m) im Norden, der Ruhrkopf (695,7 m) im Nordosten, die Alte Grimme (754,9 m) im Ostsüdosten, der Kreuzberg (715,7 m) im Süden, der Herrloh (732,9 m) im Südwesten und eine Erhebung am Gewann Lieth (722,7 m) im Nordwesten. Auf Teilen der Dumelsüdflanke befinden sich Winterberger Ortslagen und etwa 250 m westsüdwestlich vom Gipfel jeweils ein Sendemast/-turm und Wasserbehälter.

### Rhein-Weser-Wasserscheide
Über den Dumel verläuft die Rhein-Weser-Wasserscheide: Während das Wasser der nach Norden fließenden Ruhr-Zuflüsse Lemecke und Kohlseifen sowie jenes des westlich verlaufenden Neger-Zuflusses Namenlose durch die Ruhr dem Rhein zustrebt, fließt jenes der etwas südwestlich der Erhebung in Winterberg entspringenden Helle durch die Orke, Eder und Fulda in die Weser.

### Naturräumliche Zuordnung
Der Dumel zählt in der naturräumlichen Haupteinheitengruppe Süderbergland (Nr. 33), in der Haupteinheit Rothaargebirge (mit Hochsauerland) (333) und in der Untereinheit Winterberger Hochland (333.5) zum Naturraum Harfeld (Winterberger Hochmulde) (333.56). Die Landschaft fällt in Richtung Osten und Südosten in die Untereinheit Hohe Seite (333.7) ab.

## Schutzgebiete
Auf der Gipfelregion und auf der Nordflanke des Dumels liegen Teile des Naturschutzgebiets Bergwiesen bei Winterberg (CDDA-Nr. 389654; 2008 ausgewiesen; 1,38 km² groß), das zum (gleichnamigen) Fauna-Flora-Habitat-Gebiet Bergwiesen bei Winterberg (FFH-Nr. 4717-305; 4,87 km²) gehört. Auf dem Berg befindet sich ein Bereich des Landschaftsschutzgebiets Teilgebiet der Stadt Winterberg (CDDA-Nr. 325127; 75,33 km²). Der Dumel ist überwiegend von Wiesen bedeckt und teils mit Fichten bewaldet.

## Geschichte

### Heidenstraße
Über die Erhebung führte mit der einst von Leipzig unter anderem durch Kassel und durch das Rothaargebirge nach Köln verlaufenden Heidenstraße ein ehemaliger Heer- und Handelsweg. Einst war er im System der Wege der Jakobspilger (Jakobswege; Jakobuswege) auch Pilgerweg nach Santiago de Compostela (Spanien); aktuell wird er teils als Wanderweg genutzt. Der Verlauf der Heidenstraße ist im Gelände am Dumel in Form von Hohlwegresten stellenweise noch deutlich erkennbar.

### Landwehr im Astengebiet
Vom Dumel über die Lanfert (= Landwehr), den Rauhen Busch (Buche in Winterberg; Naturdenkmal), den Herrloh bis zum Hubertushof zog sich ein Teil der heute kaum noch erhaltenen Landwehr im Astengebiet. Sie war eine spätmittelalter- und frühneuzeitliche Befestigungsanlage im Gebiet um den Kahlen Asten, die besonders dem Schutz von Winterberg gegen die Täler von Neger und Ruhr diente.

## Verkehr und Wandern
Westlich vorbei am Dumel führt die Bundesstraße 480 (Niedersfeld–Winterberg), die von Winterberg in Richtung Südwesten mit der B 236 einen gemeinsamen Abschnitt bildet. Rund 450 m westsüdwestlich des Gipfels trifft die Landesstraße 740 (Silbach–Winterberg–Küstelberg) auf die B 480, wobei die L 740 von dort ein Stück mit der B 480 nach Nordnordosten verläuft, um dann ostwärts nach Küstelberg zu führen. An dieser Stelle stößt auch die von Elkeringhausen kommende Kreisstraße 50 auf die B 480. Direkt westlich vorbei am Kreuzungspunkt von B 480, L 740 und K 50 führt im Abschnitt Nuttlar–Winterberg (mit Endbahnhof in Winterberg) die teilweise stillgelegte Bahnstrecke Nuttlar–Frankenberg. Über die Ost- und Südflanke führt mit dem Rothaarsteig ein besonders über den Hauptkamm des Rothaargebirges verlaufender Fernwanderweg; gewandert werden kann auch auf der obig erwähnten Heidenstraße.